# Madagh
Madagh (en àrab مداغ, Madāḡ; en amazic ⵎⴰⴷⴰⵖ) és una comuna rural de la província de Berkane, a la regió de L'Oriental, al Marroc. Segons el cens de 2014 tenia una població total de 14.486 persones.